# Genrō-in
Genrō-in (jap. "Dvorana, dom, komora, palača Starijih"; hiragana げんろういん, kanji 元老院 Genrōin), japansko zakonodavno tijelo. Bilo je to tajno vijeće cara Meijija, preteča budućeg Senata koje je postojalo od 1875. do 1890. godine. Stvoreno je 1875. radi pripreme novog Ustava. Raspušteno je proglašenjem ustava 1890. godine. 
Ovaj dom osnovan je 14. travnja 1875. skupa s Vrhovnim sudom, po rješenju Konferencije u Osaki iste godine. Naslijedio je obveze lijevog doma Daijō-kana, tj. Ministra Lijevog sadaijina.